# Серафим (Шахмуть)
Архимандри́т Серафи́м (в миру Рома́н Рома́нович Ша́хмуть; 15 (28) июля 1901, деревня Подлесье, Минская губерния — 5 марта 1946, Горьковская область) — архимандрит Русской православной церкви.
Канонизирован Русской православной церковью в лике священномученика. Память 24 августа (день ареста), а также в Соборе новомучеников и исповедников Российских и Соборе Белорусских святых.

## Биография
Родился в 1901 году в деревне Подлесье Минской губернии (ныне Ляховичский район Брестской области) в бедной крестьянской семье. С детства его влекло к Церкви: в то время как все дети играли в обычные игры, он часто из палочек делал крестики, надевал в качестве епитрахили передник и начинал «править службу».
Несмотря на крайнюю нужду, окончил Ляховичское двухклассное народное училище.
В 1920 году оказался на территории Польши в связи с изменением государственных границ.
В 1922 году поступил послушником в Жировицкий Успенский монастырь.
1 апреля 1923 года принял монашеский постриг с именем Серафим. Благодаря хорошим певческим способностям ему было поручено клиросное послушание, и он стал хорошим регентом и уставщиком.
В 1926 году архиепископом Пантелеимоном (Рожновским) был рукоположён в сан иеродиакона, а вскоре — в сан иеромонаха.
В конце 1939 года был возведён в сан игумена, позднее — в сан архимандрита.
После оккупации территории Белоруссии силами вермахта активно занялся восстановлением церковной жизни на оккупированных территориях.
6 сентября 1944 года был арестован в Гродно за «пособничество немецким оккупантам». В течение пяти дней его допрашивали в Гродно, а потом перевезли в Минскую тюрьму. Категорически отверг обвинения в том, что являлся агентом немецкой контрразведки. 7 июля 1945 года Особым Совещанием при НКВД СССР отец Серафим был приговорён к пяти годам заключения в концлагере.
Скончался приблизительно в 1946 году в тюрьме НКВД СССР, по официальной версии — от сердечной недостаточности.